# توشيكي تشينو
توشيكي تشينو (باليابانية: 千野 俊樹) (مواليد 19 يوليو 1985)، هو لاعب كرة قدم ياباني سابق كان يلعب كلاعب وسط.

## وصلات خارجية
- توشيكي تشينو على موقع رابطة كرة القدم اليابانية للمحترفين (اليابانية)
- توشيكي تشينو على موقع عالم كرة القدم.نت (الإنجليزية)